# 나가타 미쓰루
나가타 미쓰루(일본어: 永田 充, 1983년 4월 6일 ~ )는 일본의 전 축구 선수이다.

## 구단 경력
그는 2002년부터 2018년까지 J리그의 가시와 레이솔, 알비렉스 니가타, 우라와 레즈, 도쿄 베르디에서 활동하였다.

## 국가대표팀 경력
그는 2003년 FIFA 세계 청소년 축구 선수권 대회에 참가할 일본 U-20 국가대표팀에 발탁되었으며, 3경기에 출전했다.
그는 2010년 9월 7일 과테말라과의 경기에서 일본 국가대표팀에 데뷔했다. 2011년 AFC 아시안컵에도 출전, 우승. 그는 2011년까지 국제 A매치 통산 2경기에 출전했다.

## 통계
| 일본 | 일본 | 일본 |
| 연도 | 출전 | 득점 |
| ---- | ---- | ---- |
| 2010 | 1    | 0    |
| 2011 | 1    | 0    |
| 통산 | 2    | 0    |